# Хуберт фон Мейеринк
Хуберт фон Мейеринк (нем. Hubert von Meyerinck; 23 августа 1896, Потсдам, Германская империя — 13 февраля 1971, Гамбург, ФРГ) — немецкий актёр театра и кино. Лауреат премий Бэмби (1967), Deutscher Filmpreis (1960, 1961) и German Film Awards (1968).

## Биография
Сын прусского офицера. Вырос в поместье отца в провинции Позен. В юности брал уроки актёрского мастерства, к большому неудовольствию своих родителей, которые рассчитывали на его карьеру священнослужителя.
Был призван на военную службу. Кадетом участвовал в Первой мировой войне, но из-за болезни лёгких вскоре был уволен со службы.

## Творчество
В 1917 г. дебютировал на сцене Концертхаус (Берлин). В 1918—1920 годах — актёр театра Hamburger Kammerspiele (Гамбург). Играл в кабаре, участвовал в ревю.
С 1920 года — актёр немого кино. Благодаря характерной внешности с высоким лбом и усами часто подчеркивал своё гипнотическое выражение лица, надев монокль, вскоре стал играть главные роли. С окончанием эпохи немого кино смог продолжить свою карьеру в звуковых фильмах со своим безошибочным хриплым голосом. Амплуа — роли негодяев и шарлатанов.
Х. фон Мейеринк был гомосексуалом, из-за чего он рисковал оказаться в тюрьме нацистских властей, тем не менее, он продолжал сниматься в многочисленных развлекательных фильмах нацистской Германии.
После окончания Второй мировой войны Мейеринк оставался одним из самых востребованных актёров западногерманского кино. Продолжал играть в театрах, с 1966 года — в коллективе театра Thalia Theater в Гамбурге.
Х. фон Мейеринк заболел пневмонией и 13 мая 1971 года умер от сердечной недостаточности в Гамбурге. Похоронен на протестантском кладбище Шладена.

## Избранная фильмография
За период с 1921 по 1970 год снялся в более чем 275 кинофильмах.
- 1969 — Человек со стеклянным глазом / Der Mann mit dem Glasauge (ФРГ)
- 1967 — Прекрасные времена в Шпессарте / Herrliche Zeiten im Spessart (ФРГ) — генерал Текель/ Риттер/ Канцлергенерал
- 1965 — Маг 2 / Neues vom Hexer
- 1962 — Брачная ночь в раю / Hochzeitsnacht im Paradies (Австрия)
- 1961 — Фестиваль / Festival (Испания, ФРГ)
- 1961 — Тайные пути / The Secret Ways (США)
- 1961 — Роберт и Бертрам / Robert und Bertram
- 1961 — Один, два, три / One, Two, Three (США) — граф фон Шаттенбург, приёмный «отец» Отто Пиффля
- 1961 — Приключения графа Бобби / Die Abenteuer des Grafen Bobby (Австрия)
- 1961 — Мой муж — экономическое чудо / Mein Mann, das Wirtschaftswunder — эпизод
- 1960 — Привидения в замке Шпессарт / Das Spukschloß im Spessart — Фон Теккель (дублирует Владимир Осенев)
- 1959 — Человек проходит сквозь стену / Ein Mann geht durch die Wand (Западный Берлин) — Пиклер
- 1958 — Харчевня в Шпессарте / Wirtshaus im Spessart, Das (ФРГ) — майор полиции
- 1958 — Король чардаша / Der Czardas-König
- 1958 — Девица Розмари / Das Mädchen Rosmarie
- 1957 — Отдых в Искья / Vacanze a Ischia (Италия, Франция)
- 1956 — Сила мундира / Der Hauptmann von Köpenick — эпизод
- 1956 — Поцелуй меня ещё раз / Küß mich noch einmal
- 1955 — Спасите, она меня любит! / Hilfe — sie liebt mich
- 1954 — Десять на каждом пальце / An jedem Finger zehn — директор Лидо
- 1952 — Я жду тебя / Ich warte auf dich
- 1950 — Махараджа поневоле / Maharadscha wider Willen
- 1949 — Друг / Amico — Шварц
- 1943 — Мюнхгаузен / Münchhausen — принц Антон Ульрих Брауншвейгский
- 1940 — Мария Стюарт / Das Herz der Konigin
- 1940 — Кора Терри / Kora Terry
- 1940 — Возмездие | Leidenschaft (Германия)
- 1940 — Ангелика / Angelika
- 1939 — Хелло, Янина! / Hallo Janine!
- 1939 — Милый друг / Bel Ami
- 1938 — С полуночи / Ab Mitternacht
- 1938 — Анна Фаветти / Anna Favetti
- 1936 — Ты моё счастье / Du bist mein Glück
- 1936 — Стенька Разин / Stjenka Rasin — Бородин
- 1935 — Баркарола / Barcarole
- 1934 — Мир без маски / Die Welt ohne Maske
- 1932 — Чёрный гусар / Der schwarze Husar
- 1929 — Диана — История одной парижанки / Diana — Die Geschichte einer Pariserin
- 1929 — Пылающее сердце / Das brennende Herz
- 1926 — Манон Леско / Manon Lescaut
- 1921 — Желание / Sehnsucht — нет в титрах

## Память
В 1994 в районе Берлин-Шарлоттенбург его именем названа площадь — Мейеринкплац.